# 中村橋派出所警官殺害事件
中村橋派出所警官殺害事件（なかむらばしはしゅつじょけいかんさつがいじけん）は、1989年（平成元年）5月16日未明に東京都練馬区中村北で発生した強盗殺人・公務執行妨害・銃砲刀剣類所持等取締法（銃刀法）違反事件。

## 概要

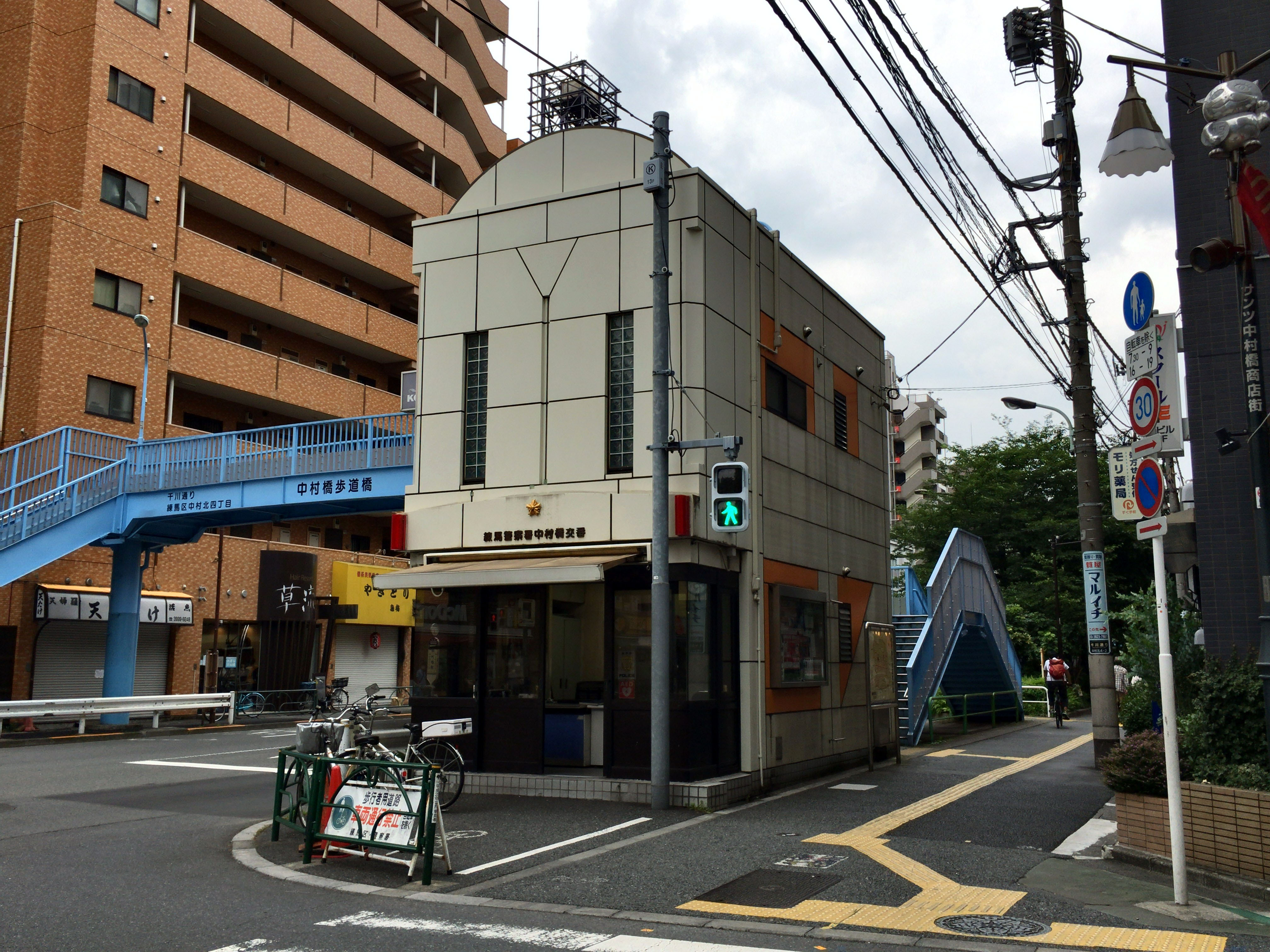
中村橋交番（2020年）

元陸上自衛官の男S（事件当時20歳）が銀行強盗などのために拳銃を奪取しようと警視庁練馬警察署「中村橋派出所」を襲撃し、勤務していた警察官2人（巡査A・巡査部長B）をサバイバルナイフで刺殺したが、被害者らの抵抗に遭い拳銃強奪は未遂に終わった。
警察庁によれば、派出所勤務中の警察官2人が同時に殺害され殉職した事件は1955年（昭和30年）以降では初で、1979年（昭和54年）以降の10年間で勤務中の警察官が一度に複数人殺害され殉職した事例も三菱銀行人質事件（1979年1月26日発生）以来2件目だった。本事件は「警視庁創立140年特別展」の来館者らに対し実施された「みんなで選ぶ警視庁140年の十大事件」のアンケート（2014年1月10日 - 5月6日に実施）にて30票を得票し、第60位（うち警視庁職員の投票による順位では19位）に選出された。

## 加害者・死刑囚S
本事件の加害者S・S（イニシャル / 以下、姓のイニシャル「S」で表記）は1969年（昭和44年）1月1日生まれ（現在56歳）。身長167センチ、体重60キロ。事件当時は東京都中野区上鷺宮三丁目14番13号のアパートに居住していた。
刑事裁判の第一審で死刑判決を受け、控訴棄却判決を経て1998年（平成10年）に最高裁判所で上告棄却の判決を受けたことで死刑が確定し、2019年（令和元年）10月1日時点で死刑囚として東京拘置所に収監されている。死刑確定後の2003年（平成15年）8月には犯行時の責任能力を問題として再審を請求している。

### Sの生い立ち
Sは東京都板橋区出身で、板橋区内の保育園を経て1975年（昭和50年）4月に板橋区立志村第六小学校へ入学したが、母親Xが仕事上で様々な苦労を抱え、父親Y（プラスチック加工会社の社員）も次第に子供の貯金箱を壊して小銭を持ち出すほど競艇などギャンブルに凝ったことなどから家庭内の諍いが絶えず、1977年（昭和52年 / 当時8歳）ごろに妹とともに母Xに連れられて実父Yと別居した。小さい頃には父親はSをよく競艇に連れて行き「儲けて家を買ってやるぞ」と言っていた。母親Xの同僚によると父親はモデルガンなどの型を作る仕事をしており、家庭にはその手の玩具が溢れていた。
その後、母Xは自身が所長を務めていたポーラ化粧品株式会社志村橋営業所の部屋でSやその妹とともに3人で生活していたが、相談相手の男性Z（トラック運転手）と懇意になり、1978年（昭和53年 / Sは当時9歳）夏ごろにSやその妹とともに埼玉県戸田市内のZ宅に転居し、Sは戸田市立喜沢小学校へ転校したが、ZにはSと保育園からたまたま一緒で折り合いの悪い長男がおり、Sを度々いじめていたほか、ZがSの実母Xや自身の長男に対し些細なことで暴力をふるう姿を目の当たりにさせられていたことなどから、次第にZ父子との同居生活に不快感を募らせていた。
しかし粗暴なZに対する恐怖心から反抗もできず、それに耐える日々を送っていたが、1983年（昭和58年 / 当時14歳）ごろには母Xが仕事上の悩み・Zの暴力的な振る舞いなどによる心労が積み重なったことによりうつ病に罹患し、症状が重い際には家事もできず終日家に閉じこもるようになってしまったため、Sは妹やZとともに自ら食事の支度などをする生活を余儀なくされた。
当時の近所の男性は「ほっそりした奥さんは、優しくて几帳面で働き者。それに比べてご主人は、浅黒くて恰幅がいい。でも、とっつきにくい感じでした」と語る。母Xは顔にアザを作ることもあり、近くの主婦には「子供を大きく育ててくれたんだし、私がちゃんと働かないんだからしようがないの」と漏らしていた。なかなか別れられなかったことについては後の取材で母Xは「2度目の内縁の夫は暴力をふるう人で、ずっと別れたいと思っていました。でも、相手にSと同じ年の男の子がいて、その子にもかなり暴力をふるっていたのです。その子が不憫でなかなか別れられませんでした」と語った。
このような特異な同棲生活は浦和市立南高等学校（現：さいたま市立浦和南高等学校）卒業直前の1986年（昭和61年 / 当時17歳）11月に母XがZとの同棲を解消したことで終わったが、Sはそのような8年余りの特異な生活体験から「すべての不快な事態は自分なりの理屈で解釈し、それが説明できるときはそれなりに納得する一方、説明できないときは『そもそも不快な事態ではない』などと思い込む」ようになり、様々な生活関係による憤懣・不安の念などの感情を表面に出さず心中で押し殺すことで外見上の平静さを保とうとするようになった。その結果、元来の明朗な性格は鳴りを潜めて神経質・自閉的な性格傾向を深め、次第に友人も少なくなっていった。そのような生活の中で1985年（昭和60年 / 当時16歳）ごろからは漠然と「自分の不幸な家庭生活はすべて貧困に起因するものだ。金さえあれば嫌な人に頭を下げたり一緒に生活する必要はないから、大人になったら、とにかくどんなことをしてでも大金を手に入れなければならない。しかし真面目に働いても『お人よし』で終わるだけで、大金を手に入れることはできず幸福にはなれない。銀行・ギャンブル場（競馬場など）のように金の集まるところを襲えば、大金を手に入れることは可能であり、かつ、そうでもしなければ簡単には大金は手に入らない」などといった特異な生き方を考えるようになった。
Sは母Xと男性Zが一緒になった当初から「なんで結婚したんだ」と母親を詰っており、別れた後には「もっと早く別れればよかったのに」と母親に対して言っていた。

### 小中高時代
少年時代から武器に興味があり、中学時代には玩具の銃に強い興味を示していたほか、中学1年生の時にはプラスチック弾を発射するライフル銃（エアソフトガン）を何度か学校に持ち込んで他生徒に見せびらかし、教師から叱られたことがあったという報道がされた。しかし母親はそのことについて「銃にしても、一時的に興味を持っていただけです。学校にライフルのモデルガンを持っていって先生に叱られたなどと出ていましたが、あれは銃の好きな友だちに貸していたのを、友だちが返すのに学校へ持ってきちゃったんです。Sは、そんなものより本や映画の好きな子でした」と語っている。成績は上位で理数系に強く、スポーツとは無縁で苦手は体育。３年生の時には数学の授業中に隣の男の子にからかわれてSはカッとなり相手の頬をコンパスの針で刺したことがあった、そのような噂が同級生の間であったという報道もされた。一方で担任教師は事件について、「みんなとも仲良くやっていました。運動会について書いていた作文がとても素直で印象的でした。まさかねえ」と首をかしげている。
高校時代の成績は中位。自分の意見と合わないことはせず、球技大会にもバカバカしいと参加しなかった。一人きりでいることが多く、北方謙三や大藪春彦が好きだった。当時の友人はSについて「一浪すれば駒沢か中央に入れたと思う」と語る。部活動は全くやっておらず担任教師は全く印象に残っていなかった。事件後の取材に対しクラスメートはいちように「ヘンな人だった」という感想を返していた。授業中におもむろにオペラグラスを取り出して黒板をじっと見だし、周りが気づいてクスクスと笑いだしても平然とノートを取り続け、教師に注意されてもやめなかったので気味悪がられた。
倹約癖がついたのもこの頃で、昼食も菓子パン一個。パンではないときはイワシやサバの缶詰を一つ持ってきていて、からかわれても平然と缶切りで開けて食べていた。仲間の輪に入っていこうとせず、一人で教室の隅にポツンとしていることが多かった。普段は無口だがときどき突然「バカヤロー」とわめいたり、からかわれてハサミを片手にクラスメートを追い回したこともあった。このことについて同級生は「まぁ半分冗談なんだろうけど、顔が真顔だからちょっと怖いですよね」と語る。友人宅の父親のだらしなさに怒って「バカヤロー」と捨て台詞を吐いて帰ったこともあった。修学旅行では枕投げにも参加せず、また極端な写真嫌いで、うつむいたり人の陰に隠れようとし集合写真でも一人で離れようとして注意されていた 。高校時代の同級生たちはおおかた「ネクラでちょっと気持ち悪いやつだった」と語ったが、優しい一面もあり、ある女生徒は「私がくたびれて一人でボーッとなっていたら、S君が近づいてきて『だいじょうぶ？』と何度か声をかけてくれた」という。また自分の進路についてはSは同級生たちに「自衛隊に行っていろんな免許を取って、お母さんを楽させてあげるんだ」と漏らしていた。
高校の途中から今まで漫画や文学などを読んでいたのが哲学の本を読むようになり、母親に「自分のやりたいことをやって、自殺した人の話を知っている」と話したことがある。母親は心配し「哲学の本はやめなさい」と注意したが、事件後にアパートの部屋に荷物を引き取りに行くと、難しそうな本が沢山あったという。

### 陸上自衛隊時代
1987年（昭和62年）1月、当時18歳だったSは母親X・妹とともにZ父子と別れて初めて水入らずの正月を迎えたが、同年3月に高校を卒業すると同時に「母親Xから離れて自活しよう」と考え、2任期4年間の勤務を志して自衛隊への就職を志望した。1987年3月25日付で陸上自衛隊二等陸士として採用され、その直後には滝ヶ原駐屯地（静岡県御殿場市）所在の普通科教導連隊に教育入隊した。その後、約4か月間の新隊員前期・後期課程を経て、同年9月には同連隊第二中隊に小銃手として配置され、19歳になった1988年（昭和63年）1月1日には一等陸士に昇進し、20歳になった1989年（昭和64年）1月1日には陸士長へ昇進した。12畳ほどの部屋に約10名の団体生活で、6時起床、8時から夕方まで勤務、10時就寝、土曜日は半どん、日曜日は休みであり、Sの給料は10万円だった。コツコツと貯金しており、後のアルバイト先の店長に「全然金を使わなかったから毎月何万円も貯まる」と話していた。
上官・同じ班の者からは「物静かで真面目なごく普通の隊員」として評価されていたが、陸上幕僚監部に残っている調査書には「粘り強く計画性がある。射撃能力に優れている」と記されており、射撃は同期30人の中でもトップクラスだった。隊員と共に「プラトーン」を見に行ったこともあった。
また1988年から「本の置き場にする」と事件当時の住居だったアパートを借り、月に一、二度外泊許可を貰って来ていた。上京してもこの部屋に閉じこもって読書することが多く、元旦は20歳の誕生日だったが正月もこのアパートで一人で過ごした。真向かいの部屋に住む大学生甲(1989年6月時点で大学四年生24歳）を招いて数回酒を飲んだことがあるが、その時には「オレはネクラだ」「権力が何だ」「アルバイトでお金を貯めていい暮らしをしたい。なんか大きなことをやりたい」と語った。また自衛隊については「わざわざ自分たちで勝手に仕事をつくってやってるみたい。あまりおもしろくない。表面では落ち着いているけど、心の中ではムカついているんだ」 「自衛隊は人と金を浪費している」「自衛隊で、挨拶はしたが、内心ではコノヤロウと思ってた」と批判する一方で「戦闘訓練は本当に楽しい。いいストレスの解消になる」と目を輝かせていた。
そのうちSは隊内での生活になじめなかったため、他人に束縛されずに働けるフリーターを希望するようになった。またスポーツ活動などに参加もしていなかった。大学生甲はSが自衛隊を辞めることを知ると話を聞いて続けるよう勧めたがSはキッパリと辞めると話し、「これからだ」と言っていた。1989年（平成元年）3月24日には「就職先を紹介しようか」という上司の言葉に「フリーのアルバイターになるのが自分の夢」と固辞し除隊後の就職斡旋の話に応じず、1任期満了で陸上自衛隊を除隊した。
またアパートでの生活は除隊直前の1989年3月4日、近所のビデオ店で会員になり「ブラックサンデー」「プラトーン」「特捜刑事マイアミ・バイス」など5本を借りたほか、逮捕後には近所の小学生たちによると、前の公園で遊んで騒いでいた自分たちに対して「静かにしろ」と怒鳴りつけたり、アパートの住人からは鬱憤を晴らすように部屋の壁を叩くこともあった、というような報道もされた。

## 事件の経緯

### 除隊後

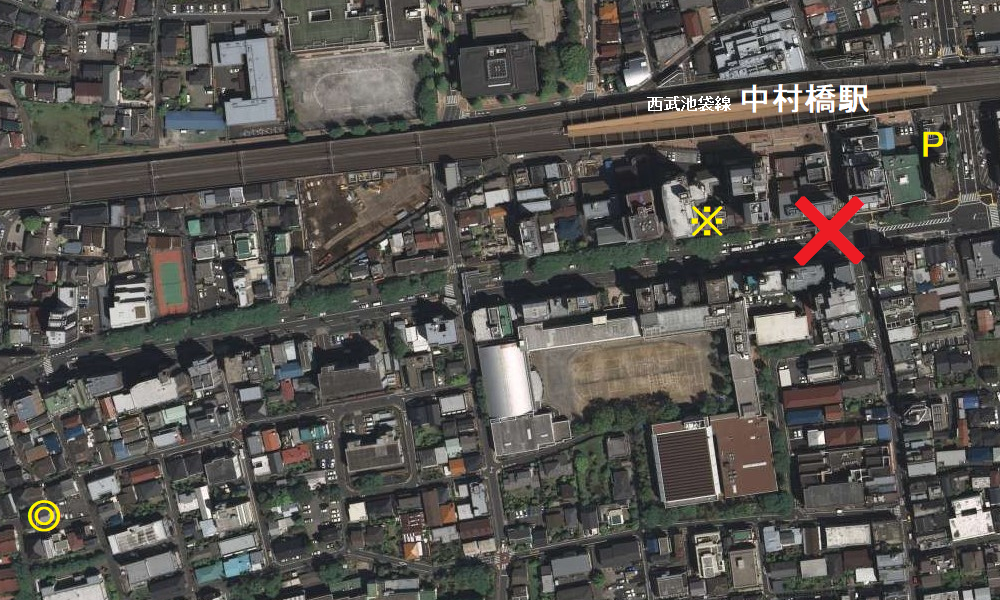
事件現場（赤色「×」）周辺の航空写真。加害者Sは◎（自宅アパート）から車を運転して「P」付近に路上駐車し、「※」から被害者巡査Aの動向を観察した上で襲撃した。

陸上自衛隊除隊後、Sは母親と全く連絡を取らずに事件当時の住居だったアパートの居室へ転居した。それからも判で押したように朝は6時半に起き、8時半にアルバイトに出かけ、夜7時半から8時くらいには帰宅し、10時には寝る規則正しい生活をしていた。
同年4月9日 -  25日まで山形県内の自動車教習所で合宿教習を受けて普通自動車免許・自動二輪車免許を取得したほか、同年5月2日にはアルバイト情報誌で知ったコーヒー豆挽き売り店（東京都杉並区荻窪）でアルバイト店員として働き始めた。
履歴書には趣味は読書、得意な学科は英語と書き、アルバイト先の店長(当時24歳)に「マジメそうだったから」「世間ずれしてなく、礼儀正しいので採用した」と10人以上応募があったうちの２人に選ばれ採用され、時給600円、週4日、朝9時半から19時まで働いていた。服装はいつもトレーナーにジーンズ姿で、8時半には家を出て、定刻30分前には必ずやってきて遅刻することはなかった。
普段外食はせず、出勤前にいつも80円のメロンパンやクリームパンなどの菓子パンを一つだけ買ってきて、休憩時間30分のところを10分くらいで食べるとすぐに仕事に戻った。店長が「そんなものばっかり食べていて大丈夫か」と訊くとSは「店長も、そんな贅沢したらだめですよ」と逆に注意し、大学生甲には「食い物に金かけたくない」と話して自炊も質素だった。
難しい焙煎にも積極的に「やらせてください」と覚えるのに意欲的で、一度自転車でコーヒー豆の配達に出たきり２時間ほど戻ってこなかったことがあり、その時は600円のコーヒー袋を一個だけ落とし、雨の中ずっと探しまわって見つけてきたほど責任感も強かった。店長はSを信頼して鍵を任せており、また自分の朝食用に買ってきたハンバーガーや客からの差し入れを渡したり、焼肉屋に連れて行ったことがあった。しかしSは遠慮して皿に肉をとってやらないと食べなかったという。
Sは大学に対してコンプレックスがあったようで店長に対して「大学出ているのに何でこういう仕事をしているのですか」「出身のW大学ってどんなふうですか」と訊いたこともあった。また、Sは隊員時代にプラトーンを見に行ったことを店長に「自分たちが使っている武器が実際に使われていた」と嬉しそうに話したこともあった。大学生甲によるとアパートには女性や男友達が訪ねてくることはなく、実際に店長が「カノジョいるの」と訊くとSは「とんでもないっ」と答えていた。
また店は火曜日が定休日であり、Sは月曜日に教習所に通っていたことから月・火と二日続けて休みを取っていた。Sが試験をなかなか受けなかったため、店長が理由を訊くと「もう少し練習して確実にしたいから」と答えていた。

### 犯行計画の立案
このころは特段生活に困窮する状態ではなくバイクは約60万円で購入したためローンなどもなかったが、16歳（高校2年生）時から抱いていた大金入手の願望が再び頭をよぎるようになり、「まともに働いていたら何年かかっても大金は手に入らない。大金を得るためには銀行・ギャンブル場へ強盗に入るなど、法に触れることを覚悟しなければいけない」という思いが次第に強くなり、やがて「どうすればうまく大金を奪えるか？」などと思いを巡らすようになった。なお最初の思いつきは4月半ばだったが、この頃はまだ「漠然とした思いつき」であった。
アルバイト先に務めて最初の定休日（火曜日）となる5月9日にはレンタカーを運転して約2年ぶりに埼玉県浦和市（現：さいたま市浦和区）内の母親X宅を訪れた。その際にはXと今後同居するつもりがないことを察せられるやり取りや、「思ったより金が貯まらなかった」「アメリカに語学を学びに留学したい」「時給は安いがアルバイト先が決まったのでそこで頑張る」といった言葉を残して自宅アパートに戻った。しかし、このころには「銀行強盗などをして大金を奪うためにはまず拳銃を入手しなければいけない。そのためには常時拳銃を腰に着装している警察官を襲うしかない」などと考え、警察官を標的とした具体的な拳銃強取方法を考えるようになった。
5月11日ごろ、Sは「自宅アパート（中野区上鷺宮三丁目14番13号 / 画像中の黄色「◎」）の近くにあり、犯行後の逃走が容易だ」との理由から現場となった「中村橋派出所」（練馬区中村北四丁目2番4号 / 画像中の赤色「×」）を実行場所として狙いを付けたほか、拳銃強奪の具体的実行方法として「人通りの少ない深夜に警察官が1人で派出所にいる隙を狙う。先端が鋭利なサバイバルナイフで警察官を背後から突き刺して殺し、拳銃を奪ってそのまま自宅アパートに逃げ帰る」という方法を考え付いた。そしてその決行の日については「犯行の翌日に勤務先の者と会わない日」として、翌週の勤務先の定休日（火曜日）の前夜である5月15日夜 - 翌16日未明にかけて敢行することを決めたほか、凶器は事件2年前（1987年 / 昭和62年）に東京・上野のモデルガンショップで購入していた鋼製両刃・刃体の長さ約17センチメートルのサバイバルナイフ（平成元年押第1132号の6 / ガーバー社製「マークII」）を使用することにした。
決行予定日の1989年5月15日、Sは「中村橋派出所」を車内から見張るために使用する自動車を用意するため、9時ごろにニッポンレンタカー東京株式会社鷺宮営業所（中野区鷺宮）でレンタカーの借用を予約し、13時 - 16時ごろまでの間は北豊島園自動車教習所（東京都練馬区）で継続して受講中の二輪免許限定条件解除のための教習を受けた。その後、18時ごろにレンタカー1台（トヨタ・カローラ）を借用した上で見張りに用いる双眼鏡を購入するため、カローラを運転して豊島区東池袋の「ビックカメラ本店」へ赴き、18時58分ごろに同店地下2階売場で双眼鏡1台（本体・ケース・レンズ部分のキャップのセット）を購入した上でアパートに戻った。
アパートに戻ったSは犯行時の服装には黒い背広上下・黒地に白色縦縞のスタンドカラーシャツ・赤い靴下・黄土色のローファーを選び、24時ごろに着替えて身支度を整えると、犯行現場へ携行する物を入れるため双眼鏡を購入したビックカメラの手提げ紙袋1袋（平成元年押第1132号の1）を用意。その袋の中にサバイバルナイフ・双眼鏡と緑色軍手片方、タオル1枚を入れて準備を完了し、アパート前に駐車してあったレンタカーにその紙袋を積み込んだ上でレンタカーを運転して中村橋派出所へ向かい、派出所内部が偵察できる場所に駐車すべく走行・移動した。
その後、Sは派出所の東方約87.5メートル（m）に位置する「西友 中村橋店」（練馬区中村北三丁目15番6号 / 画像中の黄色「P」）の南側商品搬入口に車の後部を乗り入れた状態で路上駐車し、車内から焦点を微調整した双眼鏡で派出所の様子を偵察した。しかし当時は警察官2人が見張り勤務に立っており、二度機会をとらえようとして果たせず、かなりの時間が経過しても警察官が1人になる気配が一向に感じられなかったため「派出所に近づいて1人になったところを隙を見て襲うしかない」と判断した上で、双眼鏡を車の後部座席に置き、サバイバルナイフなどの入った手提げ袋を持って車を降りた。Sはそのまま徒歩でいったん派出所まで接近したが、容易に襲撃の機会を見出すことができなかったため、警察官に気付かれないよう派出所付近の路上を行きつ戻りつしながらも執拗に警察官を襲撃する機会を窺った。一方で2時すぎ - 2時50分ごろには派出所近くで少年3人が職務質問されていたが、A・B両被害者とも当時派出所にいた。

### 警察官2人を殺害

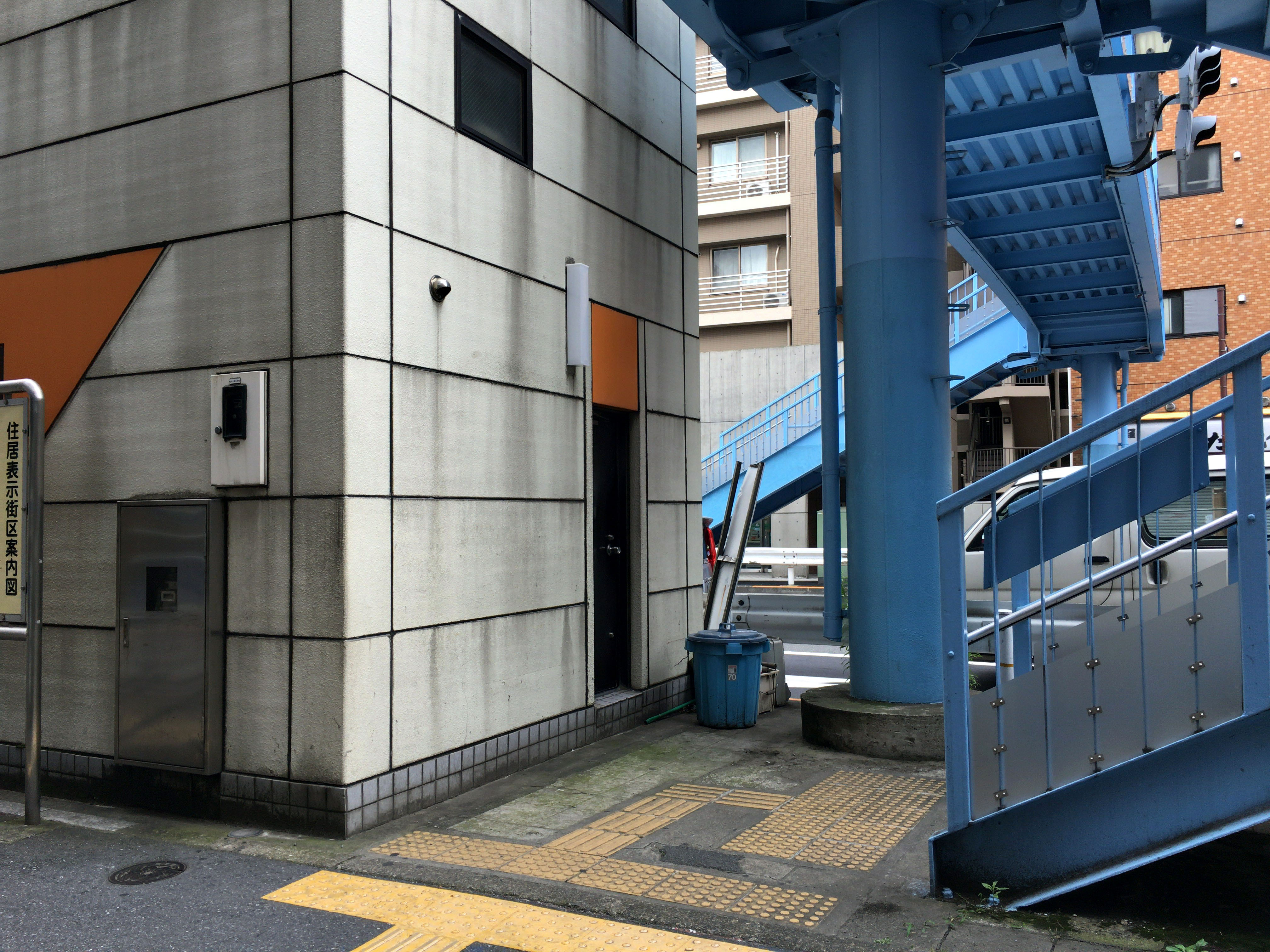
交番の裏口

1989年5月16日2時50分ごろ、加害者Sは「中村橋派出所」裏側路上で警察官から拳銃を強取する目的でA・B両警察官をサバイバルナイフで襲い、2人を刺して殺害することで両警察官の職務の執行を妨害したほか（強盗殺人罪および公務執行妨害罪）、派出所裏側路上で正当な理由なく凶器のサバイバルナイフ1本を携帯した（銃砲刀剣類等所持取締法違反）。
事件発生時刻ごろ、Sは派出所の西方約70メートルに位置する「練馬区中村橋集会所」（中村北四丁目2番8号 / 画像中の黄色「※」）前路上に差し掛かった際、執務中の被害者・巡査A（警視庁練馬警察署警邏第三係・30歳没）が派出所出入り口前（東側）に一時保管していた遺留自動二輪車を派出所裏側（西側）の遺留自転車等保管場所へ移動作業中であることを確認し、巡査Aの動静を窺った。
するとAが保管場所で自動二輪車の出し入れをしており、その背後が全く無防備になっていたため、Sは「この機会にAを殺害して拳銃を強奪しよう」と決意して東進し、派出所と集会所の間（中村北四丁目2番8号）にあった蕎麦屋脇の電柱（中村24）の陰に身を隠し、所持した手提げ紙袋の中から凶器として用いるサバイバルナイフを取り出して右順手に持った。Sは用意した軍手片方を左手に着用する余裕もないまま小走りに巡査Aへ背後から近づき、背中をサバイバルナイフで突き刺したが、Aが振り向いて「やめろ」と言いながら両手でSの上腕部を掴み、その場に倒れ込む格好となった。（取り調べでのSの供述では状況がやや異なり、SはAにそっと背後から近づいたあと、腰の上あたりにナイフを突きつけて「動くな」と脅かした。しかしAは驚かず、逆に右肘で振り払いながら「やめろ」と言って振り向こうとしてきたので、背中を刺した。Aは一突きでは倒れず、振り向いて自分を捕まえようとしてきたので、胸付近を刺したところ、なおもAが掴みかかってきたためにその場に倒れたということになっている）
さらにAは上半身を起こし、なおもSの身体から手を放そうとしなかったため、Sは正対したままAの胸部などを力任せにサバイバルナイフで突き刺してAをその場に仰向けに倒れさせた。そしてSはAに致命傷を負わせると、そのままAが着装していた拳銃を奪おうと右腰あたりの拳銃ケースに手を掛けたが、Aが拳銃を奪われまいと抵抗したことに加え、S自身も慌てていたためケースカバーを外せず、拳銃を奪うことには失敗した。
そのころ、派出所内で執務していた被害者・巡査部長B（練馬署警邏第三係・35歳没）が同僚Aの急を察知してSがAを襲っていた派出所裏へ駆けつけ、警棒を振り上げながらSに対し「おい！」と声を掛けた。その場で立ち上がったSは咄嗟に「このままでは捕まる」と考えたため「いっそのことBも殺して、拳銃を奪って逃げよう」と決意し、Bが振り下ろした警棒を左手で払いのけ、右手に持ったサバイバルナイフでBの胸部を力任せに突き刺した。BはひるまずSと組み合い、路上に転倒したまま揉み合ったが、SはBの胸部などをサバイバルナイフで数回にわたり力任せに突き刺して致命傷を負わせ、Bが着装していた拳銃ケース（「平成元年押第1132号の17」）に手を掛けて拳銃を強奪しようとしたが、Bの激しい抵抗に遭い失敗に終わった。
Bが拳銃を抜くのを見るとSはそのまま逃走したが、BはなおSに対し拳銃を3発発射して威嚇したほか、最後の力を振り絞って派出所へ戻り、事件発生を電話連絡した。

### 目撃情報
BとSが揉み合っている姿は前出の蕎麦屋の二代目店主（当時63歳）に目撃されている。二代目が外の木戸が蹴飛ばすような音を立てたので目を覚まし、「何だろう」と不審に思いながら起き上がり二階の窓から道路を見下ろした。BとSが揉み合っており、その時BはSを組み伏せていた。
二代目は「そうか。犯人を取り押さえているのか」と納得したが、組み伏せられていたはずのSが（おそらくここでナイフを使って）逆転して上になった。Sはすっと立ち上がると5、6歩富士見台駅方面（西方）にゆっくりと歩いて振り返った。その時二代目はSに対して「なんだ若造だな」と思ったという。Bが銃を抜くとSはすぐ走り出した。ジグザグに逃げる姿を見て、二代目は軍隊の経験があったことからこの時点ですぐに「これは軍隊の心得がある者だな」と見抜いていた。
Sが闇の向こうに姿を消すと、Bは追跡を諦め、よろよろとした足取りで派出所に戻った。二代目は自宅から110番し外に飛び出すと後の三代目（当時23歳）と鉢合わせた。
三代目は、その晩、ゴルフの練習から帰ってきて車を停めた駐車場から歩道を歩いているところ、倒れたAが目に飛び込んできた。また、路上には帽子や警棒、拳銃の安全ゴムが散乱していた。これは大変なことだと思い、派出所に駆け込むとBが椅子に座ったまま机に顔を突っ伏していた。派出所の中は血に染まり、腹の辺りから鮮血が滲んでいた。机に投げ出された右手のすぐ先には、外れた受話器が転がっている。「大丈夫ですか」と三代目が叫ぶとBは「うん、うん、うん」と小さな声で唸っている。三代目は早く助けを呼ぼうと公衆電話から110番しようとしたが上手くいかず、自宅からかけようと裏口から蕎麦屋に入ろうとしたところで父である二代目と鉢合わせたのだった。
二代目がもはや虫の息のBに「110番したからな」と声をかけると、Bは頷き、息絶えた。やがて規制線が張られ、パトカーや鑑識、機動捜査隊、捜査一課の車両が通りを占拠した。

### 逃走と証拠隠滅
一方、Sは血染めのナイフを持ち、返り血を点々と道に残しながら自宅方向へ200メートル全力疾走で逃げ、中村北四丁目の交差点を右折しクリーニング店前の水道で一旦血を洗い流した。さらに現場から500メートル離れた社員寮へ逃げ込み、その後千川通りを挟んで反対側にある自宅に逃げ帰った。
アパートに辿り着くと、いつも出入りする表入口が開閉の時にかなり大きな音をたてることに気づき、裏口へまわった。裏口から自室へ辿り着くと室内は蛍光灯の豆電球だけがついている状態だった。Sは灯りをつけるとあとで怪しまれると考え、薄暗がりの中ジャケットを脱ぎ、ズボンについた血を拭った。外でパトカーのサイレンの音がし、Sはここで初めてナイフの鞘やタオルなどを入れていた紙袋を事件現場に忘れたことを思い出し、不安になり結局朝まで眠れなかった。
朝、大学生甲はいつになく早起きして6時頃に目を覚ましたが、いつもは同じ頃に目を覚ましてくるSが部屋にいなかった。「あれー、どうしたのかな」と思ったが、その時Sは既にワイシャツとジーンズに着替え、表の様子を探るべく外へ出てセブンイレブン富士見台店に入り、テレビで二警官が殺害されたニュースを見ていた。
その後レンタカーをとりに戻り、しばらく当てもなく走り回った。しかし車を数カ所へこませる事故を起こし、犯行5時間後となる5月16日8時ごろにはレンタカー営業所へレンタカーを返却。車は左側ドア・右後部パンパ―など数か所がへこんでおり、Sは係員に対し「近くの路地に入り込んでしまい、何回かぶつけてしまった」と説明した。そのため営業所側は保険請求手続きの必要性から警察に届けるように求めると、Sは「わかりました」と素直に応じ、自ら近くの野方署鷺宮駅前派出所へ出頭し、同署内にいた警官を伴ってレンタカー会社へ一緒に戻り、車を見せながら事情を詳しく説明していた。後にこの一連の行動は犯行をカモフラージュするための偽装工作だったのではないかという見方もされた。
大学生甲は大学の帰りに事件を知り驚いた。詳しく知るにつれて、Sに対し「ひょっとして……」と考えるようになった。元自衛官で犯人と身長や年齢が似ていたことや、酒を一緒に飲んだ時に表面には出さないが内面的にはかなり激しやすい性格だと感じていたからだった。しかし、その日の夕方にSは帰ってきたので、犯人なら逃げているはずだから思い過ごしだったとホッとした。
翌日の朝、階下の洗面所に降りていくと既にそこにSがおり、大学生甲は「警官殺されたね」と話しかけると、「そうですね、大変なことになりましたね」と平然と言ったきり前を向いたまま目をぴくりとも動かさなかった。
また、アルバイト先の店長が事件に関する記事を読んでいる姿を目にしていても、Sは特に変わった態度を取っていなかった。
18日か19日の午後9時頃、Sは凶器のサバイバルナイフ・犯行時に着用した衣服・靴・軍手などを紙袋に入れて手に持ち、電車と徒歩で武蔵関公園に向かい、池に投棄して罪証隠滅工作を図った。この行動は後に捜査員を「無謀、幼稚、ずさん」と呆れさせた。また警視庁詰めの記者は「凶器のナイフを持ち歩くとは大胆極まる。もし途中で職務質問されたら即逮捕のはずだもの」と舌を巻いたが、同時に「シューズを包んだ袋は、コンビニエンスストアのものだった。Sが毎日買い物に行ってたコンビニエンスストアのものだったんだよ」とずさんさに首を傾げ、Sの犯行は逮捕後「緻密な計画性と大胆さ、幼稚でずさんなところが同居している」と報じられた。

## 捜査

### 遺留品
5月16日午前2時56分、警視庁捜査一課の殺人担当の管理官に「練馬署中村橋PBでPMが2名刺され、二人とも重篤。犯人は逃走中。課長、理事官には報告済みです」と電話が入った。現場に急行すると派出所内は血の海で、電話の受話器も血塗れだった。裏の路上にまわるとそこも血の海だった。
一連の刺突行為により巡査A・巡査部長Bともに致命傷を負い、Bは同日3時55分ごろに帝京大学医学部附属病院にて右肺・肝臓への刺創（刺し傷）に基づく失血などにより死亡したほか、Aも同日4時18分ごろに東京医科大学病院にて心臓・肝臓などの刺切創（刺し傷および切り傷）による失血などにより死亡した。警視庁捜査一課・練馬署は殺人事件として特別捜査本部を設置し、警視庁は同日付で殉職した被害者の警察官2人を（巡査Aを警部補・巡査部長Bを警部に）それぞれ2階級特進させたほか、警察庁も両被害者の遺族に警察勲功章を贈った。
警視庁は当初、Bがパトロールに出ている間、一人で見張り勤務をしていたAが刺され、続いて戻ったBも襲われたと見ていた。つまり、一人ずつ不意を突かれて殺害されたものと判断していたのである。しかし初動捜査で事件の30分前にはBはパトロールから戻って派出所内にいたことが判明した。犯人は二人の警察官相手に立ち回り、二人とも殺害して逃走したということになる。ほぼ同時に二人の警察官が殺害されたということで、警視庁首脳部は衝撃を受けた。警視庁創設以来の最悪の事件とされ、二人の壮烈な殉職に捜査一課員は「ホシは必ず挙げる！」と心に強く誓った。
警察官は体が大きく、屈強である。武道や逮捕術も会得しており、AもBも剣道有段者だった。Bは柔道二段で署の代表選手、身長175センチ、体格もがっちりとしていた。そのため、事件によって言いようのない恐怖が現場周辺を覆っていた。
練馬警察署に「中村橋派出所　警察官殺害特別捜査本部」が設置された。投入されたのは殺人犯捜査第四、第五、第七、第九係。四係が担当で、他の係は応援である。当時の一課の殺人係は一～九までの九つの係で、うち一係は庶務担当のため、実質半数が捜査本部に組み込まれるという異例の事態となった。異例なのはこれだけではなく、本来窃盗犯を担当する捜査三課など刑事部各課、防犯部（当時）からも応援の刑事を投入。さらに、練馬署が所属する第五方面の他の警察署からの応援に加え、第四方面（新宿区など）に属する所轄警察署からも指定捜査員を動員し、通常の捜査本部の2倍以上となる200人以上の大規模な陣営となった。通常の殺人事件では刑事部他課や他部、他の方面に属する所轄から応援を求めるというようなことはありえない。凶悪事件が生む社会不安の深刻さを重視し、人海戦術で犯人を一日も早く逮捕しようという警視庁首脳部の考えだった。
当時、練馬署は建て替えのため、プレハブ二階建ての仮庁舎となっており、狭くて200人以上の捜査員たちを収容できなかったため、２回に分けて捜査会議をしなければならない有様だった。管理官の要望で、翌々日に隣にあった広いゲートボール場に急遽二階建てのプレハブがこしらえられた。1階は捜査会議用、2階は捜査本部の帳場となり、4つの係の係長が陣取った。そして敷鑑捜査、地取り捜査、贓品捜査、特命捜査の各班に人員が割り振られていった。
一方Sは事件直後にアパートに訪れた捜査員に聞き込みを受けたが、この時Sは極めて協力的な態度で対応し、「大変な事件が起きて、本当にごくろうさまです。早く犯人が捕まるといいですね」と、ねぎらいの言葉をかけており、その対応は特捜本部内では事件に無関係の住人と心証を得たほどだった。
被害者・巡査Aが倒れていた派出所北側の歩道にはサバイバルナイフの鞘（ナイフケース）・タオル・手袋の入った「ビックカメラ」の紙袋が残されており、紙袋からは指紋が複数個検出された。タオルは試し切りがされていた。また、派出所から約200メートル西方の十字路まで約3メートル間隔で靴などによる血痕が残されていたほか、そこから右折して約30メートル先の道路脇にあった水道洗い場（クリーニング店敷地内）数か所や300メートル先の工場社員寮の門からも血痕が検出され、5月21日には武蔵関公園・富士見池（逃走経路の延長線上）にて犯人が着用していた衣服や靴・凶器のサバイバルナイフ・双眼鏡のレンズカバーなどが発見された。21日に発見された遺留品は以下である。それぞれ4枚のビニール袋を使って分けて包まれており、それらが一つの紙袋に入った状態だった。
- 赤色の靴下[68]
- ガーバー マークⅡ(戦闘用ナイフ）[注 31]
- 緑色の軍手片方[注 32]
- 黒の背広上下[注 33]
- 黒地に白色縦縞のスタンドカラーシャツ[注 34]
- 黄土色（キャメル）のローファー[注 35]
- 双眼鏡のレンズカバー[注 36]
- 市販の履歴書を入れるための茶封筒[52]

衣服や靴には血がついており、ローファーが現場の足跡と一致したことや、ナイフが現場に残されていた鞘にぴったり収まることからこれらは犯人のものと断定された。
「黒い服に赤い靴下とは異常感覚だ」「いや、そういうコーディネートもある」と、捜査にあたる刑事たちの間でこんなファッション議論が真面目に行われた時期があった。ベテランの中年刑事は黒・赤・茶の組み合わせに「常識では考えられないファッション感覚だ」と戸惑っていたが、若い刑事は「靴がちょっと変だが赤と黒のコーディネートはある」という。実際聞き込みに回ると若い刑事の言う通りで、普段の捜査とは力関係が逆転した。産経新聞は犯人を「常識外れのファッション感覚の持ち主」と報じた。
着衣から犯人は細身の男と推定され、捜査員の中の一人に似た体格の者がいたので遺留された服を着せてみたところ、誂えたようにピッタリだった。その捜査員の名は「星巡査部長」。星＝ホシ（犯人）で、縁起が良かったので管理官はこれは必ずホシは挙がるだろうと確信したという。警察はその後衣服や凶器など遺留品の写真と詳細を載せたチラシを配布した。
本格的な地取り捜査も始まり、派出所を中心に東西2キロ、南北500メートルの範囲を碁盤の目状に区切って、捜査一課と所轄の捜査員がコンビを組み22組44人の捜査員が投入された。
二人一組で管内の住民をひたすら訪ね歩く。不審人物や車を見たり、声を聞いたりしなかったか等に加え、普段の素行のおかしい人物がいないか、周辺でトラブルを起こす人物がいないかなど些細なうわさ話まで取りこぼすことがないようにした。
なお21日には当時未解決だった東京・埼玉連続幼女誘拐殺人事件の犯人が名乗っていた「今田勇子」の偽名で警察官殺しを祝うような声明文が派出所裏にばら撒かれたが、この件に関しては事件に便乗した第三者による愉快犯とみられている。
特捜本部は被害者の刺し傷が心臓に達するほど深いものだったことから「最初から生命を奪うことを目的にした刺し方」と判断し、「犯人は現場付近に居住するか土地勘のある者だ」として遺留品（計13点）などを詳細に調査した。
現場に遺留されていた紙袋からは既に5つの指紋が検出採取されていたが、Sが池に捨てた遺留品は殆どが水に濡れており、特に水が浸透した茶封筒からは指紋を採るのは常識的に考えて不可能と思われた。しかしダメもとで茶封筒をヨードガスで反応したところをニンヒドリン溶液で実施すると、奇跡的に片鱗指紋が一つだけ検出採取された。
後になぜ検出採取ができたかを検証されたが、若い人の指紋で脂肪分が多く含まれていたために水分をある程度はじいて、流れず残っていたのではないかという結論と実験結果だった。
犯人は近隣の住人の可能性が高いことから、鑑識課の指紋係は捜査本部の管理官に「直径5キロメートル以内の若者の協力者指紋を採取してほしい」と電話で頼んだ。そして容疑性の高いA・Bランクの者の指紋は直接指紋係に特使で持ち込みし、それ以外のCランク以下の者の指紋は郵送便で送付する取り決めになった。

### 犯人像
しかし本事件は遺留品の数そのものは豊富だったが、それらの販売元をくまなく調べてもどこの店員も販売した客について全く覚えていなかったことに加え、事件直後に加害者Sが巧みな罪証隠滅工作を図ったこともあり、事件解決には時間を要した。その間に以下のような犯人像が推測された。
- 現場周辺の不審者説 - 事件前日未明（3時40分ごろ）には現場付近でタクシー運転手がナイフを持った男に襲撃される事件が発生していた点から、同事件と同一犯である可能性が指摘された[76]。
- 逆恨み説・顔見知り説 - 最初に巡査Aが背後から刺されていた点から「練馬署・同派出所で過去に職務質問・検挙された者が被害者たちを逆恨みし、計画的に犯行に及んだ」と推測された[注 39][77]。また屈強な警察官2人が無抵抗同然の形で刺殺された点から「2人とも犯人の様子から凶行を全く予想し得なかったか、犯人と顔見知りで無警戒だった可能性がある」「犯人は警察官2人がいることを承知した上で犯行に及んだ」とも推測された[50]。
- 過激派説 - 一部の過激派セクトに属する活動家が護身用として常時大型ナイフを所持していたため、警視庁公安部が「過激派メンバーによる犯行の可能性もある」と関心を寄せていた[注 40][61]。

その後、「事件直前の2時45分ごろに派出所裏の歩道橋段下付近（紙袋が遺されていた場所）に黒っぽい上下の服を着た男が潜んでいた」という目撃情報があり、事件10分前から待ち伏せていたことが「計画的犯行」説を補強することに加え、目撃された男は人相・着衣や犯人像（20歳前後で黒い上下の服を着た男）とも一致した。
また遺留品となった凶器のサバイバルナイフ・着衣などから犯人像は「ナイフにこだわる趣向を持つ若者でミリタリーマニア」もしくは「サバイバルゲームの愛好者」という線が浮上した。これに加え、犯行現場と武蔵関公園にはそれぞれ緑色の軍手が片方ずつ残されていたが「双方は色・糸が違う別製品で、うち武蔵関公園に投棄されていた軍手はほとんどが自衛隊駐屯地内の売店で販売されていた」という事実も判明した。さらに、蛇行しているジグザグ走行の足跡が「狙撃を回避するための軍人行動の一つ」と専門家に指摘を受けたため、特捜本部は「犯人は自衛隊関係者の可能性が高い」と絞り込み、現場周辺で聞き込み捜査を続けたところSが浮上し、「犯人像と酷似していた上に事件当時のアリバイがなく、凶器と同じサバイバルナイフを持っていたことがある」点から犯人として断定される格好となった。

## 逮捕

### レンタルビデオ店からの証言
地取りは七係と九係。千川通りを挟んで北と南、どちらの住宅街を担当するかじゃんけんで決めることになった。足跡は北側にあったため有力な証言は北側の方が得られる可能性が高いことから、手柄意識で双方どちらも北側を担当したいと譲らなかったためである。結果的にじゃんけんに負けた九係が南側を担当することになった。
九係の巡査部長に回ってきた区画は千川通りの南側。現場から最も離れた地域であった。住宅を一軒一軒訪ね歩いたり、最終電車で帰宅する人など昼夜聞き込みを行ったが、有力な反応は得ることはできなかった。そのため、最終的にビデオ店に絞って通うことにした。
ビデオ店に戦争ものやアクションものを見ている者がいるかもしれないと貸し出しリストを求めたが、若い店長は「プライバシーの問題があるので、貸し出しリストは見せられない」と断った。しかし毎晩のように店に通って顔見知りになるうちに次第に警戒心が解け、「リストは渡せないですけど、犯人像を教えてくれたならば協力できると思います。こんな客がいるというぐらいは教えてもいい」と店長は捜査に協力することにした。
巡査部長は年齢二十歳前後、身長168cmくらい、やせ形、「もしかしたら自衛隊員かもしれない。そうなら戦争ものを借りていることも考えられる」と説明した。そして事件から二週間後の日、店長が「実はぴったりの男が……」「自衛官なんです」とSの会員証の控えを見せた。会員証の現住所の欄には「静岡県御殿場市の陸上自衛隊滝ヶ原駐屯地」と書かれてあり、巡査部長は目が釘付けになった。Sが会員証を作ったのは除隊直前の3月4日だったためである。身分証を見せられたビデオ店は当初は貸し出しを渋ったが、Sは実家がすぐ近くにあると説明して返却の保障のため記入する実家の欄にアパートの住所を書き、店はそれならと貸し出していたのだった。
アパートへ赴くと出入口にSの苗字の記名された下駄箱があり、中にサイズ25.5センチのカジュアルシューズが入っていた。しかしその時Sは部屋におらず、しばらく見かけないという。警察は大家に「帰宅したら連絡してほしい」と告げた。
その間、極秘に身辺調査を行い、Sは20歳、3月に陸上自衛隊を除隊したばかりで、その後は定職につかずコーヒー豆挽き売り店でアルバイトしていたことや、自衛隊時代は接近戦専門の小銃部隊に所属していたことを警察は把握した。そして一週間後、Sが戻ったという連絡が入った。
6月6日、Sの4畳半ほどの部屋に入ると二段ベッドの脇に茶箪笥があり、そこには池から見つかったものと同じ封筒が立て掛けてあった。「履歴書持ってるんだねぇ。仕事変わるの」と訊くとSは「そうです」と答え、その時Sは怯えた様子がなく、態度が堂々としていた。「きょう署に来てもらえます」と訊いてみると「わかりました。でも今教習所に行っているので終わってからでいいですか」と素直に応じ、夕方練馬署に姿を現した。
Sは「事件のことは翌日（17日水曜日）にアルバイト先で聞いて知った。事件があった日の夜は自分の部屋にいて外出していない。11時頃には寝ました」と供述したほか、警察は経歴や今の生活などとりとめのないことを聞き、疑いは強くなる一方だったが、現場から検出された両被害者（O型）と異なるB型血痕とSの血液型が違うことや、怯えがなく堂々としていたためSの存在はシロでもクロでもない灰色とされた。
翌朝6月7日、巡査部長はSをもう一度署に呼び「念のため、指紋をとっていいかな」と訊いてみるとSは「別にいいですよ」と抵抗せず十指の指紋を採らせた。Sの指紋は鑑識課に郵送されたため容疑性の高くないCランク扱いであった。
Sの残した指紋は当初より特徴点が少なく、個人鑑別に必要な十二点の無い極めて難しい指紋であった。Sが警察に採らせた指紋との対照は主席鑑定官を長時間迷わせた。一致した特徴点を数えると6点がやっとで、無理をすれば8点。決定的とは言い難いが、対象不可能にするのはあまりにもったいないというもの。指紋係は迷った末「合わない特徴点はないのだからOKを出すべき」と、Sの指紋は本件犯人であると捜査本部に報告した。
指紋を採ったその日のうちに報告を受けたことで、巡査部長はあわてて逮捕状や捜索令状を請求するため捜査報告書を作成。本来ならば取り調べで容疑者を落とすためには家族関係や生い立ち、周囲の証言を洗う基礎調査を行う必要があるが、九日の警視庁葬が控えていたことから捜査一課長は「基調は必要ない。明日には引け」と命じた。また、遺留品の黒い背広上下をよく着ていたというアパートの住人からの証言も得られていた。
なお、Sはこの日の夜、逮捕を予感していたのか貰ったプロ野球と遊園地の入場券をアルバイト先の店長に「お世話になったから」と渡していた。
特捜本部は1989年6月8日早朝に加害者Sのアパート居室へ出向き、Sを任意同行したが、その部屋には犯行後に発見された2種類の軍手のそれぞれ片方ずつが遺されていた。また、この日が初めてSの無断欠勤であった。

### 逮捕
警視庁本庁舎二階の取調室に連れて行かれSはそこで背筋をピンと伸ばして座っていた。事件番の四係長が「ここへ来てもらった理由はわかるね」と静かに語りかけるがSは「なんのことかわからない。なんでいきなり」とぶっきらぼうに答えた。「ぼくを犯人とみているなら、話し合っても仕方ないでしょう」と薄笑いを浮かべたと思うと、Sは両手を堅く握り、黙り込んだ。係長が「堅くなるな」と緊張を解かせようと思い拳を開かせ手を握ると、その手は汗でべとべとだった。
Sに被害者の遺族のことを話すと、目に涙を浮かべはじめ、取り調べ開始から一時間二十分〜二時間後に突然泣き出した。取調官が静かに見守っているとしばらくして「ちょっと待ってください。水が欲しい」と漏らし、「すみません。僕が犯人です」「もうしわけないことをしました」と泣きじゃくりながら犯行を自供した。自供後はこの6年後にオウム真理教の麻原彰晃の取り調べを担当することとなる、情を尽くした取り調べに定評のある当時四係の主任に担当が交代された。
Sは取り調べに対し「大金欲しさに銀行強盗をやろうと拳銃を狙った」「犯行後は毎日、アルバイト先のコーヒー販売店に出勤していたが、事件のことが忘れられず、ずっと不安だった」と犯行を自供したため、特捜本部は事件発生から23日目となる同日午後（警視庁による公葬の前日）に被疑者Sを殺人容疑で逮捕した。午後4時35分、練馬署に入る際に係長は「顔を隠すか」とSに訊いたが「私がやったことですから仕方ありません」と答え、顔を隠さなかった。Sは車を降りると、殆ど無表情だったが、カメラの放列に少し眩しそうな表情を見せ、署の入り口前では署員に対して頭を軽く下げ、かすかに笑いを浮かべた。

### その後初公判まで
特捜本部は6月9日午後に被疑者Sを殺人容疑で東京地方検察庁に身柄送検したほか、警視庁は同日に殉職した被害者2人の公葬を行い、金澤昭雄警察庁長官・大堀太千男警視総監・鈴木俊一東京都知事ら警察・東京都の代表者らが列席した。
後の家宅捜索では富士見池に投棄されていたレンズカバー（キャップ）と同じ種類の双眼鏡の本体も発見されたほか、11日には十日間の拘留の請求が認められ、Sは「被害者に大変申し訳ないことをした。すべて話す。弁護士もいらない」と供述した。
犯行時の経緯については「中村橋の派出所を襲う計画は数日前から立てており、サバイバルナイフ、軍手等を準備した。5月15日の午後10時か11時頃、アパートから出て、派出所の付近を行ったり来たりしながら様子を窺っていた。若いおまわりさんが派出所の裏側に回って停めてあった数台の自転車の整理をしていたので、そーっと近づき、ナイフをおまわりさんの腰の上あたりに突きつけ『動くな』と脅かしたけれど、おまわりさんは驚かず、逆に右肘で振り払いながら『やめろ』と言って振り向こうとしてきたので背中を刺した。おまわりさんは一突きでは倒れず、振り向いて自分を捕まえようとしてきたので、おまわりさんの胸付近を刺したところ、なおも掴みかかって来てその場に倒れた。倒れたおまわりさんの腰から拳銃を取ろうとしたがケースの蓋がなかなか開かなかった。その時、もう一人のおまわりさんが警棒を抜き取りながら走って来たので『捕まってたまるか』とナイフでおまわりさんの胸付近を刺した。そのおまわりさんは気丈な方で、私に組み付いてきて道路上で取っ組み合いになった。おまわりさんは刺しても、刺しても向かってきたので気味が悪くなった。おまわりさんが立ち上がって拳銃を撃とうとしたので『やばい』と思い、自衛隊の時訓練したジグザグ走法で全速力で逃げた」と述べた。
動機については「社会というものは加害者と被害者とで成り立っている。自分が被害者として我慢すると他人はそれをいいことに扱ってしまう。良い人間が必ずしも幸福になれるとは限らず、法律に触れるか触れないかは別として、悪事を働いている者が財産を得ているのは確かだ。財産を多く持っている者が人生の勝者になっている。人生の勝者になるには大金を手に入れるしかない。真面目に働いても大金は手に入らない。大金を手に入れるには銀行を襲うのが一番手っ取り早い。銀行を襲うには拳銃がいる。拳銃を手に入れるには警察官から奪うしかない。目的を達成するためには警察官を殺害しても、目的を達成するためだから仕方がない」と、語った。「なぜ危険を冒してまで拳銃を奪うことにこだわったのか？」と追及されると「銀行強盗では窓口で100万円単位の金しか奪えないから、億単位の金を手に入れるためには三億円事件などのように現金輸送車を襲撃するしかないと思った」と供述。
しかし襲撃の日時、場所や、どこの現金輸送車を襲うかなどの具体的な計画は決めておらず、現金の使途も曖昧だった。Sは「退職金は車の免許を取ったりバイクを買って消えてしまった」と述べたが、逮捕時点で額面約80万円の預金通帳が部屋から発見されていたことから、当時の警察やメディアは「金目当てではなく、銃そのものが狙いだったのではないか」という見方を強めていった。
また「人間社会は誰かが犠牲になる。ぼくは犠牲になる方になりたくない。被害者のことを考えたら何も出来ない。最後は自分を大切にする。犯罪をすることは高校生の頃から決めていた。尊敬する人は『ゴルゴ13』の主人公デューク東郷。自分のルールで生きているのが好きだ」という供述は、捜査一課の刑事たちも驚愕した。自衛隊に入った理由は実弾の入ったライフルを思いっきり撃ちたかった、自身の生い立ちからゴルゴ13に憧れ、強い人間になりたかったからだと明かした。
なおSは母親との面会にて動機について「お金ほしさじゃなくて哲学的なことからだ」「だけど警察にそんなこというと、気がふれたと思われるから、お金目的ということにした」とまるで違うことを打ち明けている。
母親とSの面会は7月からできるようになり、母親は月３回ほど出かけていた。最初、Sが少し痩せていたので母親が「ちゃんと食べているの」と訊くとSは「僕のことは大丈夫。心配しないように」と言い、9月末には高校時代の先生や友達が来てくれたと笑顔を見せたことはあった。しかしSはただ後悔と自責の日々であり、面会で「どうしてあんなことをしてしまったのだろう」「生きるってこんなに苦しいことなのか」と嘆き、「迷惑かけてごめんなさい。こんなことになるんなら、初めからあんなことをしなければよかったんだ」と母親の顔を見て泣いていた。「遺族の人に詫びたくても、どんな言葉でも詫びることは不可能だ。刑が出たら、素直に従って償いたい」とも話していた。Sは公判を待つのが長く感じていたようで「早く裁きを受けたい」と切望していた。またこの時点では母親に対し「家庭環境が原因ではない」と言っている。しかし母親は家庭環境のせいでSが人間不信や偏った思想を抱かせてしまったのではないかと心を痛めていた。
Sの弁護士は取材に対し「この事件の難しさは、やはり動機の問題です」「彼はごく普通の青年と変わりませんよ。しかし、正常な人間が起こしたのであれ、異常な人間が起こしたのであれ、どうしてこの事件に至ったのか、どこで歯車が外れたのかを究明するのが、法廷のメーンテーマになりますね。検察側の求刑は、だいぶ重いものになるでしょう」と語った。

### 世間の反応
Sの外見が、前髪を垂らし、あまりにあどけなさを残した優しげな顔の青年だったことからテレビの映像を見て驚く人は多かった。高校生にも見えるほどだったので練馬署の署員からは「あんな子供が……」と驚きの声が漏れた。レンタカー会社の社員は事故を起こしていたことからSを覚えており、テレビを見て「アレッ、あの事件の朝、クルマを返しに来たやつじゃないか！」と驚いていた。あどけない外見から、従業員らもSが手配中の犯人だったとは思わなかったようだ。体つきについては小柄で、一見華奢だったため、「あんな体つきで屈強な警官を刺し殺せるのか？」と犯行を疑う声もあったが、ある捜査員によると裸になると胸板が厚く筋骨隆々。胴まわりは細く、逆三角形の典型的な闘士タイプだったという。
大学生甲は事件翌朝に洗面所でSと会った際、実は「昨日はどこへ行っていたの」と訊こうとしていたが、やめてよかったと思い、Sが逮捕された晩は「聞いていたらボクも殺されていたかもしれない」と怖くて眠れなかったという。また、「アサヒ芸能」の取材には、Sの部屋に「コンバットマガジン」などのミリタリー雑誌やモデルガンがあったという新聞や週刊誌の報道に対して「言われているようなものは何もなかった」「ネクラな武器マニアという感じは全くなかった」というコメントを残している。
写真週刊誌のFLASHはSの犯行を「何か金に対する執念だけではない不気味なものを感じる」と自衛隊の事情通に取材した。事情通はその辺りのことを「青年期の２年間を自衛隊という閉鎖社会で暮らすわけですから、異常な思考に走りやすくなるのは確かですね。背後から相手に忍び寄ったり、武器を使った戦闘訓練などもしますから、銀行強盗くらい簡単だ、と思い込んでしまうということはあってもおかしくありません」と表現した。しかしFLASHは「確かにそうかもしれないが、それを実際に行うことはまた別問題ではないだろうか」と報じた。
カメラに顔を隠すそぶりも見せなかったその異常さが当時のマスコミに大きく取り上げられ、中学時代からガンマニアだったことや「ゴルゴ13」の愛読者だったこと、その一方ではアルバイト先では鍵を預けられるくらい真面目だったなど、それらが全て、Sの異常な性格の表れとして報道され、犯行については銃マニアの引き起こしたウォーゲームもどきとみられた。

## 刑事裁判

### 一審
東京地方検察庁は1989年6月10日付で被疑者Sの容疑を強盗殺人・公務執行妨害・銃砲刀剣類所持等取締法（銃刀法）違反に切り替え、1989年6月29日に被疑者Sを強盗殺人・公務執行妨害・銃刀法違反の罪で東京地方裁判所へ起訴し、同年10月18日に東京地裁刑事第2部（中山善房裁判長）で被告人Sの初公判が開かれた。Sは法廷では逮捕された時と同じ赤っぽいチェックのシャツとジーンズ姿で、背筋を無理なく伸ばして切れ長の目で前方を見ていた。傍聴に赴いたノンフィクション作家、犯罪・芸能評論家の朝倉喬司はその時のSの様子を「顔だけでなくからだ全体が表情に乏しい」「感情をどこかへ預けっぱなしにしたカラダ、あるいは心の動きを吸収してしまうカラダとかいったフレーズが私の頭をかすめた」と分析、表現している。
初公判で行われた罪状認否にて被告人Sは「最初、警官から短銃を奪おうとしたのは事実ですが、殺すつもりはなかった。ナイフで警官のどこを刺したかもわからない」と被害者への殺意を否認。その上で「重大な事件を起こしたことは確かでどのような言葉によっても正当化できず、反省しています。罰を受け罪を償わなければならないと思っています」と述べた。弁護人も「傷害の故意はあるが殺意はない」として傷害致死罪の成立を主張した上で、動機について「理解困難。ごく普通の青年がこのような犯行に及んだ経緯を解明するには生育の経緯・心理構造の解明が必要だ」と述べた。一方で東京地検の検察官は1991年（平成3年）2月15日に開かれた論告求刑公判で被告人Sに死刑を求刑した。
Sは大金の使途については「ぜいたくな生活をするためじゃない。大金を持つことが、人生は勝利のシンボルと思ったからだ」と補足。
また、法廷にて独自の人生哲学を述べた。警官を刺した時のことを「ためらいを感じたが、その気持ちを自分で消した」と語り、そのことについて「いまでは間違った哲学だったと思う」と振り返った。男性Zの長男から「いつもいじめられていた」ことから「同居は恐怖だった。自分の方が折れて我慢し、ストレスが続いた」という。同居生活中はZの母親に対する暴力を日常的に目の当たりにし、Zに対する憎しみや不快感を募らせていた。それが「感情を消す哲学」のきっかけになった。「なぜ不快になるのか考えたが、言葉で説明できないのだから、不快の根拠はないとの結論に達した。そうしたら、憎い気持ちがなくなり、感情を消すことができた。それから、不快な時、いつもそのように考える癖がついた」と述べ、事件については「このままだと、屈辱感を解消しないまま一生を終えると焦りを感じ、それで犯行を計画した」とも述べた。
1991年5月27日に判決公判が開かれ、東京地裁刑事第2部（中山善房裁判長）は東京地検の求刑通り被告人Sに死刑判決を言い渡した。判決理由で同地裁は弁護人の「被告人Sは被害者2人への殺意を有しておらず傷害致死罪に該当する。また精神分裂病の遺伝的素因を有している疑いがあり、犯行当時は偽躁うつ病型分裂病による心神喪失ないし心神耗弱状態だった」とする主張を退け「被害者の受けた傷はいずれも身体枢要部に達するもので、『拳銃を奪う』という動機に照らせば捜査段階における『殺意を有した上で計画的にやった』という供述は十分信用できる。犯行後に周到な罪証隠滅工作を行っていることなどを考慮すれば是非弁識能力・行動統御能力の面に異常は認められず、刑事責任能力に問題はない」と事実認定した。
またSについては「一応本件犯行についての反省の言葉を口にしているものの、他方、被害者両名に対する殺意の点、B巡査部長に対するけん銃強取の犯意の点などにつき不自然で不合理な弁解を述べるなどして、真摯な反省・悔悟の情が見受けられず、本件後の各被害者の遺族に対しても相応の慰謝の措置を講ずる態度が窺われないことなど、本件犯行後の被告人の情状においても、甚だ遺憾なものがあると言わざるを得ない」と厳しく批判し、生い立ちに対しても「同情を禁じ得ない」とした上で「本件犯行時には既に不遇な環境から離脱し、被告人なりに経済的・精神的な面で一応安定しており、しかも成人すると共に数々の困難を克服して社会生活を送ることが期待されていた状況にあった」と不遇な生育環境ゆえの犯行であるとばかり強調することは許されないとした。
量刑についても「社会の秩序維持のために勤務中の警察官2人の生命が奪われた、法治国家における秩序に対する反逆・挑戦ともいうべき事件だ。被告人Sは自衛隊で国の安全を守るための必要な教育訓練を受けた経歴を有するにも拘らず、除隊後わずか2か月で『拳銃を奪い強盗を行う』ために凶悪・身勝手な犯行に及んでおり、酌量の余地はない。社会に与えた衝撃の大きさや被害者の無念・遺族の峻烈な処罰感情などを考慮すれば極刑をもって臨むほかない」と結論付けた。

### 死刑確定
被告人S側は判決を不服として東京高等裁判所へ即日控訴し、控訴審では「被告人Sは犯行当時は精神障害で責任能力を失った（心神喪失の）状態だった」と主張したが、東京高裁第10刑事部（小林充裁判長）は1994年（平成6年）2月24日に開かれた控訴審判決公判で第一審・死刑判決を支持して被告人Sの控訴を棄却する判決を言い渡した。同高裁は判決理由で「被告人Sは恵まれない環境で育ったために人格の偏向があることはうかがえるが、精神障害は認められない」と認定し、量刑についても「拳銃を奪う目的のために警察官を犠牲にすることもいとわず、他人の生命に対する一片の配慮もうかがえない非情な犯行に及んだ。被害者遺族の被害感情も考慮すれば、死刑制度が存置されているわが国の法制下では極刑もやむを得ない」と結論付けた。
弁護人は最高裁判所へ上告し、上告審でも「被告人Sの犯行当時の責任能力には疑問があり、再度の精神鑑定が必要だ」と主張したが、最高裁第一小法廷（井嶋一友裁判長）は1998年（平成10年）9月17日に開かれた上告審判決公判で一・二審の死刑判決を支持して被告人S・弁護人の上告を棄却する判決を言い渡したため、死刑が確定した。

## Sの人物評
- 「本好きで何時間でも読み続ける。生真面目で四角四面の所があった」[32]（Sの養父・運転手の男性Z）
- 「しっかりした子でね。よく勉強していたし、顔を合わせると向こうからあいさつしてくるの。主人とも、近ごろ珍しいいい子だねと話していたのに」[28]（埼玉県戸田市の近所の主婦）
- 「ビッグコミックの戦争マンガ、『エリア88』が好きでしたね」[28]（高校時代の同級生）
- 「まぁ、口数は少ないヤツだったけど、頭はよかったよ。理屈っぽくてね、自分の意見と合わないことはしないやつだった」[28]（高校時代の同級生）
- 「逮捕されたときテレビに映ってたのと同じような、ボーッとした顔の中で異様に殺気だった目つきをすることがありましたね」[28]（高校時代の同級生）
- 「Sちゃんはちょっと変わってるところが逆に受けていて、お昼に鮭缶を切るのだって、受けてたんですよ。決して人殺しをするような人じゃなかった。自衛隊に行って変わったのでは」[29](Sに同情的な同級生）
- 「おとなしかった、という印象です。特定の仲のいい子はいなかったんですが、かといって孤立しているということもありませんでした。しいて言うなら、視界に入らない空気のような存在、です」[33]（高校時代の同級生）
- 「クラスをリードするだけの力があるのに、それを自覚せず、自分の遊びで満足させるタイプだった」[25]（中学時代の教師）
- 「とにかく目立たない生徒で、ごくフツウの生徒だった」[25]（高校二年の担任）
- 「ネクラでちょっと気持ち悪いやつだった」[25]（同級生のおおかたの評）
- 「おとなしいけれど、変なヤツだなという印象がありましたね。ちょっとほかにないタイプで、アブナイやつって感じ。彼が犯人と分かって、ぼくらは”まさか”と思うより、”あいつなら”と思いましたね」[29]（高校時代の元クラスメート）
- 「クールなヤツなのに、銃とか武器の話になると異常に饒舌なんだ」[29]（高校時代の同級生）
- 「礼儀正しい」「優しい感じ」[59]（アパートの住人、アルバイト先の同僚）
- 「今どきあんな生まじめな男は見たことがない。無口でオートバイだけが趣味と思ってた。それが犯人とは…」[85]「大学に対するコンプレックスがあったようです」「客に対してもわたしに対しても礼儀正しい子でした。まさか、あの子がやったとはね」「だいたい、金目当ての犯行っていうならウチのレジから持っていくんじゃないですか。信頼できるっていうんで、店の鍵も渡してあったんだから…」[28]「テレビでは平然としてフテブテしい印象だったでしょうが、従順ですべてに控え目な男でした。ボクらはボーゼンとしています、とても信じられない」[18]（アルバイト先の店長）
- 「部屋でジャズ系の音楽を聴いたり、漫画本もたくさんあって『ゴルゴ13』とか、ずいぶん読んでました」[18]「事件の朝に、彼がいなかったので、ひょっとして……と胸騒ぎがしたんですよ。犯人と身長や年齢が似ているし部屋で酒を飲みながら話したとき、表面には出さないが、かなり激しやすい性格だと感じてましたから」[29]「激しやすい性格で犯人と直感した」[99]「大人しい反面、激しやすく、感情の起伏の大きい変わり者」[34]「彼の部屋でいっしょにビールを飲んだこともありますよ。柿のタネをつまみに２〜３本飲んだかな。でも、いわれてるようなコンバットマガジンとかモデルガンとか何もなかったですよ。テレビ、ビデオ、CDがあるくらいで、ネクラな武器マニアなんて感じはまったくありませんでしたね」[28]（アパートの向かいの部屋に住んでいた大学生甲）
- 「高校を出てまだ二年、社会的な経験もなく、単純で、根はまじめな青年なんだが……」[35]（捜査一課課長）
- 「ひ弱な少年」[52]（捜査一課殺人事件担当の管理官）
- 「周りに温かく見守る人がいなかった」（知人の一人）[59]

## Sの発言

### 事件前
- 「親父は競艇が好きで小さい頃連れてってもらった。『儲けて家を買ってやる』と言ったけど、そのうちいなくなっちゃって」[18]
- 「自分のやりたいことをやって、自殺した人を知っている」[26]
- 「自衛隊に行っていろんな免許を取って、お母さんに楽させてあげるんだ」[25]
- 「フリーのアルバイターになるのが自分の夢」[34]
- 「昼と夜は簡単にすますけど、朝はホットプレートでいろんなもの焼いて食べてるから心配いりません。一日千円あれば十分、生活できる。店長も、そんな贅沢したらだめですよ」[25]

### 大学生甲との会話
- 「射撃はストレス解消になるが、自衛隊なんてどうしようもないところ。道徳観念がなくて給料ドロボーだ。仕事をわざと作って僕らにやらせてるだけ。そんなに長くやる仕事じゃない」[25]
- 「上司に逆らったことはないが、心の中では”何だこの野郎”と思っていた」[29]
- 「自衛隊の仕事はあほらしい。命令には言うことをきくが、心の中では歯向かうんだ」[59]
- 「自衛隊は人と金を浪費している」[29]
- 「自衛隊に反感を抱いていたのでやめた。将来は事業をやりたい。自分は友人も恋人もいないし、家族とも仲が悪い。ネクラな人間だ」[41]
- 「あそこの奴は皆自分勝手で性格が悪い。オレをネクラだと思ってバカにしているのが気に食わない。オレは上官には素直に従っていたが腹のなかでは反発してたんだ。権力なんてなんだ」[100]
- 「戦闘訓練は本当に楽しい。いいストレスの発散になる」[33]

### 取り調べ
- 「人間社会は誰かが犠牲になる。ぼくは犠牲になる方になりたくない。被害者のことを考えたら何も出来ない。最後は自分を大切にする。犯罪をすることは高校生の頃から決めていた。尊敬する人は『ゴルゴ13』の主人公デューク東郷。自分のルールで生きているのが好きだ」[52]
- 「強い人間になりたかった」[51]
- 「オヤジもオフクロも嫌いだ」[29]
- 「何もできないが、亡くなった二人に線香をあげたい」[41]

### 母親との面会
- 「迷惑かけてごめんなさい。こんなことになるんなら、初めからあんなことしなければよかったんだ」[26]
- 「遺族の人に詫びたくても、どんな言葉でも詫びることは不可能だ。刑が出たら、素直に従って償いたい」[26]
- 「早く裁きを受けたい」[26]

### 法廷
- 「ためらいを感じたが、その気持ちを自分で消した」「今では間違った哲学だったと思う」[92]
- 「ぜいたくな生活をするためじゃない。大金を持つことが、人生では勝利のシンボルと思ったからだ」[92]
- 「同居は恐怖だった。自分の方が折れて我慢し、ストレスが続いた」[92]
- 「なぜ不快になるのか考えたが、言葉で説明できないのだから、不快の根拠はないとの結論に達した。そうしたら、憎い気持ちや不快感はなくなり、感情を消すことができた。それから、不快な時、いつもそのように考える癖がついた」[92]
- 「このままだと、屈辱感を解消しないまま一生を終えると焦りを感じ、それで犯行を計画した」[92]